# 埃内斯托·伊纳尔基耶夫
埃内斯托·伊纳尔基耶夫（俄语：Эрнесто Инаркиев，1985年12月9日—），俄罗斯国际象棋棋手。他于2002年成为国际象棋特级大师，也是卡尔梅克首位特级大师。
伊纳尔基耶夫出生于吉尔吉斯斯坦奥什州，曾代表吉尔吉斯出战过1998年、2000年两届国际象棋奥林匹克。1999年，获亚洲16岁组冠军、吉尔吉斯全国冠军。2000年起，从吉尔吉斯棋协转会至俄罗斯棋协。2001年，夺得欧洲国际象棋16岁组冠军。次年，又夺得俄罗斯青年冠军。
2010年，伊纳尔基耶夫在莫斯科公开赛中获并列第一。2015年，又在该项赛事中夺魁。